# Steudnera colocasiifolia
Steudnera colocasiifolia är en kallaväxtart som beskrevs av Karl Heinrich Koch. Steudnera colocasiifolia ingår i släktet Steudnera och familjen kallaväxter. Inga underarter finns listade.